# Азовская военная флотилия
Азовская военная флотилия (Азовская военно-морская флотилия) — название формирований российского, во время гражданской войны Белого и Красного, а впоследствии советского военно-морского флота, предназначавшихся для действий на Азовском море.

## Азовский флот во времена Петра I
В 1696 году для борьбы с Османской империей Пётр I приказал начать строительство гребных судов в Воронеже. В 1698 году там же был заложен первый парусный 58-пушечный корабль «Гото Предестинация» («Божье Предвидение»). Базой флота стал Таганрог. В 1712 году по условиям Прутского договора Пётр был вынужден ликвидировать флот на Азовском море — несколько кораблей были проданы Турции, остальные сожжены.

## Русско-турецкая война 1735—1739
При осаде Азова и в ходе войны на Азовском море действовала флотилия адмирала П. П. Бредаля. В 1736 году он принимал участие в осаде и взятии крепости Азов, затем построил укрепления вокруг Воронежской верфи и заложил верфь в Брянске. Бредаль блестяще выполнил возложенную на него задачу и заново создал Азовскую флотилию ликвидированную по условиям Прутского мирного договора в 1711—1712 годы. Во время рейда Ласси в Крым в 1737 году флотилия доставила к Арабатской косе разные запасы и продовольствие.

## Русско-турецкая война 1768—1774
После начала русско-турецкой войны 1768—1774 годов, 9 ноября 1768 года Екатерина II поручила контр-адмиралу А. Н. Сенявину возглавить донскую экспедицию для строительства на Дону судов для борьбы с турками на Азовском море и в Крыму. Этот день стал днем рождения Азовской флотилии. Сенявин успешно справился с этой задачей. К началу 1771 года в составе флотилии было 12 новоизобрётенных кораблей, 5 прамов, 4 вспомогательных судна, 44 военные лодки, 48 малых гребных судов и 2413 человек личного состава. При активном содействии флотилии русская армия в 1771 году заняла Крым. В августе-сентябре 1771 года состоялся первый в истории поход русской эскадры (4 «новоизобретённых» корабля) по Чёрному морю.

### Расписание командиров и судов Азовской флотилии (также называлась Донской) в кампании 1771 года[4].
| Класс и название судна                           | Командир                                                      |
| Фрегат «Первый» (находился в плавании по Дону)   | Капитан-лейтенант О. Кузмищев                                 |
| Фрегат «Второй» (находился в плавании по Дону)   | Капитан-лейтенант, князь А. Гундуров                          |
| Корабль 1-го рода «Хотин»                        | Капитан-лейтенант М. Фондезин                                 |
| Корабль 2-го рода «Азов»                         | Капитан-лейтенант С. Тулубьев                                 |
| Корабль 2-го рода «Таганрог»                     | Капитан-лейтенант Ф. Неелов                                   |
| Корабль 2-го рода «Новопавловск»                 | Капитан-лейтенант И. Баскаков                                 |
| Корабль 2-го рода «Корон»                        | Капитан-лейтенант С. Панов; лейтенант С. Раткеевский (осенью) |
| Корабль 2-го рода «Журжа»                        | Капитан-лейтенант С. Токмачев                                 |
| Корабль 2-го рода «Модон»                        | Капитан-лейтенант В. Федоров                                  |
| Корабль 2-го рода «Морея»                        | Капитан-лейтенант Я. Карташев                                 |
| Корабль 3-го рода (малый бомбардирский) «Первый» | Лейтенант М. Воейков                                          |
| Корабль 3-го рода (малый бомбардирский) «Второй» | Лейтенант П. Хвостов                                          |
| Корабль 4-го рода (большой бомбардирский) «Яссы» | Капитан-лейтенант И. Басов                                    |
| Корабль 4-го рода (транспортный) «Бухарест»      | Лейтенант В. Култашев                                         |
| Дубель-шлюпка                                    | Лейтенант А. Колычев; лейтенант Н. Баскаков                   |
| Палубный бот                                     | Лейтенант Я. Панов                                            |
| Шаития                                           | А. Тверитинов                                                 |
| Поляка (поларк)                                  | Б. Шишмарев                                                   |

В 1773 году турки планировали высадить в Крыму десант, так что Азовская флотилия должна была защищать Керченский пролив и Крым со стороны моря. К началу 1773 года из пригодных судов в состав флотилии входили: один 32-пушечный фрегат, 11 новоизобрётенных кораблей, 3 палубных бота, 5 транспортов, 6 вспомогательных судов и 30 военных лодок. В качестве базы для десанта турки планировали использовать Таманский полуостров. Чтобы предотвратить эту угрозу, эскадра под командованием капитана 1 ранга Я. Ф. Сухотина (1 фрегат, 4 новоизобретённых корабля, 1 палубный бот) в Кизилташском лимане ночью 29 мая 1773 года сожгла 6 турецких судов.
23 июня отряд командованием капитана 2 ранга Я. Х. Кинсбергена (два 16-пушечных «новоизобретённых» корабля) обнаружил у Балаклавы турецкую эскадру в составе трех 50-пушечных кораблей и одной 20-пушечной шебеки. Турки, убедившись в своем превосходстве, атаковали Кинсбергена. В ходе 5-часового боя русские корабли отбили попытку турок взять их на абордаж и в свою очередь артиллерийским огнём нанесли турецким кораблям серьёзные повреждения и большой урон их экипажам, заставив турок отступить. Потери русских моряков — 6 убитых, 30 раненых, 3 пушки. Этот бой стал первой победой российского флота на Чёрном море.
17 августа Сенявин получил сведения, что турецкий флот с десантом идет в Крым через Суджук-Кале. 23 августа эскадра Кинсбергена (1 фрегат, 3 «новоизобретённых» корабля, 2 палубных бота) у Суджук-Кале обнаружила турецкий флот в составе 4 линейных корабля, 3 фрегата, 3 шебеки и 8 транспортов с десантом. Русская эскадра занимала выгодное наветренное положение и после 2-часовой перестрелки турецкий флот укрылся под стенами Суджук-Кале. 5 сентября объединённая Азовская флотилия под командованием Сенявина (2 фрегата, 5 «новоизобретённых» кораблей, 1 бомбардирский корабль, 3 палубных бота) подошла к Суджук-Кале с намерением атаковать турецкий флот. Не приняв боя, турки бежали на юг, пользуясь тихоходностью «новоизобретённых» кораблей. Попытка турок высадить десант в Крыму была сорвана.
В кампанию 1774 года с апреля отряд кораблей флотилии под командованием контр-адмирала В. Я. Чичагова крейсировал у берегов Крыма и Таманского полуострова, ожидая нового появления турецкого флота. 9 июня он появился (5 линейных кораблей, 9 фрегатов, 26 галер и шебек, несколько мелких судов) под командованием Гаджи Али-паши и уже вечером прошёл морской бой у входа в Керченский пролив. Отбив первую турецкую атаку, ночью Чичагов отвёл свою эскадру (3 фрегата, 4 новопостроенных корабля, 2 бомбардирских корабля, 3 бота) вглубь пролива, расставив корабли в его самом узком месте. Некоторое время противники стояли друг против друга, временами происходили короткие безрезультатные перестрелки; оба противника получали подкрепления. 28 июня турки рискнули пойти на сближение, но после огневого боя вернулись на прежнюю позицию у входа в пролив. 16 июля турецкий флот покинул пролив и через день высадил свой десант в районе Ялты, также окончившийся провалом. Историки отмечают как грамотные действия Чичагова при организации обороны намного меньшими силами, так и его склонность к бездействию при весьма многочисленных удобных случаях атаковать неприятеля по частям.
А. П. Муромцев был 21 апреля 1777 года произведён в капитаны 1-го ранга. В мае, находился на р. Кутюрьме (один из рукавов в дельте Дона) при спуске, вооружении и проводке фрегатов через бар. В октябре 1777 года он вступил в командование Азовской военной флотилией. Командуя галиотом «Верблюд», прибыл из Таганрога в Керчь.
В 1783 году Азовская флотилия была переименована в Черноморский флот Российской империи.

## Гражданская война
Во время Гражданской войны (1917—1923) в апреле 1918 года красные сформировали Азовскую военную флотилию для борьбы с немцами и белогвардейцами. Суда флотилии принимали участие в Красном десанте в июне 1918 года.

До начала 1920 года на Чёрном и Азовском морях господствовал Белый флот.
В этот период Белая Азовская флотилия значительно превосходила морские силы красных. В её состав входили два эсминца типа «Жаркий», два эсминца типа «Дерзкий», бывшие крейсеры пограничной стражи «Страж» и «Грозный», вооруженные 6-дюймовыми пушками паровые шхуны «Урал», «Салгир» и «Алтай», вооруженные ледоколы «Джигит», «Гайдамак» и «Всадник».
Азовская флотилия Образована в 1919 г. из Азовского морского отряда флотилии, созданной морским управлением Донской флотилии. Весной 1919 г. была переименована в Днепровскую (включала 2-й. 3-й, 5-й, 8-й и 9-й дивизионы Речных сил Юга России) и в мае перешла на Днепр, где из неё были созданы Верхне-Днепровская, Средне-Днепровская и Нижне-Днепровская флотилии.

Азовский морской отряд Донской флотилии. Сформирован 1 марта 1919 года в Таганроге в составе Донской флотилии с целью очищения от большевиков портов Азовского моря. Состоял из пароходов, вооруженных шестидюймовыми, 120- и 75 мм орудиями, привезенными из Севастополя. Состав: флагманское судно «Пернач» (бывш. яхта «Колхида»), канонерские лодки «К-10» и «К-12», буксир «Атаман Каледин» (бывш. «Горгиппия»), «Ледокол Донских гирл» и 3 баржи, вооруженные одним шестидюймовым орудием. Командир — кап. 2-го ранга В. И. Собецкий.
. 
На протяжении всей кампании 1920 года на Азовском море велись активные боевые действия белой и красной флотилий (набеговые операции, обстрелы портов и прибрежных городов, поддержка прибрежных флангов сухопутных войск, минные постановки, высадка десантов и противодействие таким высадкам, борьба на коммуникациях).
После победы 15 сентября 1920 года в бою у Обиточной косы господство на Азовском море перешло на сторону Красного флота. Командование Белой флотилией перешло от контр-адмирала Н. Н. Машукова к назначенному вместо него капитану 1 ранга М. А. Беренсу.

### Командующие Азовской флотилией красных
- Герштейн, Иосиф Яковлевич (апрель − июнь 1918)[16]
- Маркелов, Степан Ефимович (март − апрель 1920)
- Гернет, Евгений Сергеевич (апрель − август 1920)
- Хвицкий, Сергей Александрович (сентябрь − ноябрь 1920)[17]
- Дандре, Борис Львович (декабрь 1920 − апрель 1921)
- Кадацкий-Руднев, Иван Никитич (апрель 1921 — июнь 1921)

### Командующие Азовской флотилией белых
- Машуков, Николай Николаевич капитан 2-го ранга, впоследствии контр-адмирал (1918−1920)[14]
- Беренс, Михаил Андреевич капитан 1-го ранга, впоследствии контр-адмирал (1920)[14]

## Флотилия во время Великой Отечественной войны
Во время Великой Отечественной войны флотилия формировалась дважды.

### Азовская военная флотилия (1-го формирования)
Азовская военно-морская флотилия была сформирована в июле-августе 1941 года, на основании Постановления ГКО № 216сс от 20 июля 1941 года, для поддержки войск Южного фронта в ведении оборонительных боев на приморских направлениях и для перевозок грузов и людей на Азовском море. Главной базой флотилии стал Мариуполь, организационно она вошла в состав Черноморского флота. В состав флотилии вошли дивизион канонерских лодок (3 ед.), дивизион сторожевых кораблей-тральщиков (5 ед.), отряд сторожевых катеров и катеров-тральщиков (8 ед.). Эти суда были мобилизованы из Азово-Черноморского пароходства и переоборудованы.
Формирование флотилии пришлось на то время, когда немецкие войска в ходе боев начали выходить в нижнем течении Днепра в Северную Таврию к берегам Азовского моря. Стремительное наступление немецких войск в ходе Донбасско-Ростовской оборонительной операции привело к тому, что 8 октября 1941 года корабли перебазировались в станицу Приморско-Ахтарская и Ейск.
Положение на Южном фронте привело к тому, что в сентябре в составе флотилии был создан Отдельный Донской отряд (речных) кораблей в который входили: дивизион речных канонерских лодок и дивизион речных сторожевых катеров. Задачей отряда было содействие войскам фронта в районах Таганрога и нижнего течения Дона. Боевые действия корабли отряда вели до конца июля 1942 года, когда после захвата немцами Азова и Ростова-на-Дону, суда отряда перебазировались в Ейск, а сам отряд был расформирован.
Обстановка на фронте в 1942 году заставило командование Северо-Кавказского фронта 3 мая 1942 года сформировать Отдельный Кубанский отряд кораблей. Кубанский отряд формировался из судов Отдельного Донского отряда и первоначально состоял из 2 отрядов заграждения и 5 сторожевых катеров. 4 августа в состав отряда были переданы четыре бронекатера. Отдельный Кубанский отряд базировался в Краснодаре. Задачей Кубанского отряда были: ведение борьбы с минами противника; обеспечение коммуникаций на реке Кубань и в Ахтанизовском лимане; оказание содействия войскам 47-й армии на Таманском полуострове. С отходом войск Северо-Кавказского фронта на рубеж реки Кубань перед ним была поставлена задача поддерживать части 56-й армии в этом районе.
К июлю 1942 года Азовская военная флотилия состояла из монитора, 8 канонерских лодок, 3 сторожевых кораблей-тральщиков, 7 бронекатеров, 7 торпедных катеров, 35 сторожевых катеров, 9 катеров-тральщиков, 23 полуглиссеров, 9 артиллерийских батарей, отдельных артиллерийского и зенитного артиллерийского дивизионов, 4 батальонов морской пехоты, 2 бронепоездов, 44 самолётов. Во время боев флотилия поддерживала войска 9-й, 47-й, 51-й и 56-й армий, участвовала в Керченско-Феодосийской десантной операции, эвакуировала остатки Крымского фронта с Керченского полуострова в мае 1942 года, содействовала переправе войск 56-й армии через Дон. Морская пехота флотилии долгое время отражала атаки противника обороняясь на Таманском полуострове.
Летом 1942 года немцы начали готовить большую десантную операцию в направлении на Ейск и станицу Приморско-Ахтарскую. Они перебросили из Германии в Мариуполь флотские команды общей численностью до 6000 человек. Немцы отремонтировали и подготовили десантные катера и самоходные понтоны и планировали атаковать на Кубани тыл советских войск, оборонявших Ростов и Таманский полуостров. Но благодаря своевременным ударом с воздуха авиации Черноморского флота и Северо-Кавказского фронта и действиями Азовской военной флотилии с моря этот план противника был сорван.
Но положение на фронте, потеря баз в Азовском море привело к тому, что приказом командующего Черноморским флотом от 8 сентября 1942 года флотилия была расформирована. Корабли, тыловые и обеспечивающие части и органы управления были переданы в состав Новороссийской и Керченской военно-морских баз, 2-й бригады торпедных катеров, других частей, морская пехота — на формирование новых частей морской пехоты и пополнение уже имевшихся.

#### Командующие флотилией (1-го формирования)
- капитан 1 ранга Александров А. П. (июль — октябрь 1941 г.),
- контр-адмирал Горшков С. Г. (октябрь 1941 − октябрь 1942)

#### Военные комиссары флотилии
- бригадный комиссар Рощин А. Д. (август − октябрь 1941);
- полковой комиссар, бригадный комиссар Прокофьев С. С. (октябрь 1941 − октябрь 1942)

#### Начальники штаба флотилии
- капитан 3-го ранга, капитан 2 ранга Фроликов И. А. (июль — октябрь 1941 г.);
- капитан 2-го ранга Свердлов А. В. (октябрь 1941 — октябрь 1942 г.)

### Азовская военная флотилия (2-го формирования)

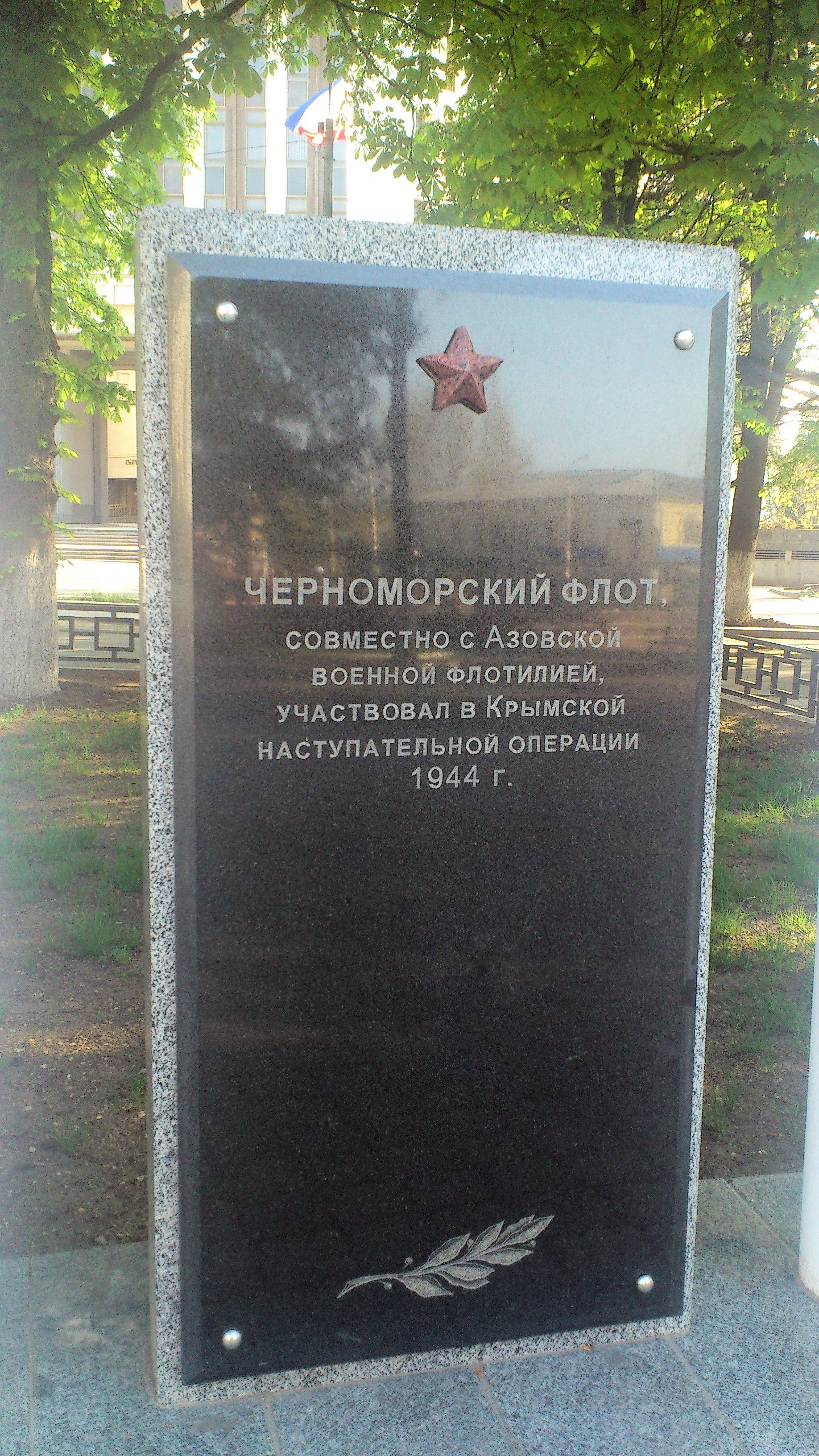
На мемориальной плите у танка-памятника освободителям Симферополя в сквере Победы в Симферополе

3 февраля 1943 года нарком ВМФ Кузнецов Н. Г. приказал начать 2-е формирование Азовской военной флотилии. Корабли флотилии получили базы в Ейске (главная база), Азове и Приморско-Ахтарской (маневренная база).
В начале июня 1943 года флотилия состояла из следующих формирований:
- Отдельный Кубанский отряд кораблей (3-й дивизион бронекатеров — 6 единиц, дивизион полуглиссеров — 12 единиц);
- 12-й дивизион сторожевых катеров (3 единицы);
- 1-й дивизион бронекатеров (6 единиц);
- 13-й дивизион катеров-тральщиков (4 единицы);
- отряд торпедных катеров (4 единицы).

В составе флотилии был создан Ахтарский боевой участок. В него входили: батальон морской пехоты, батальон стрелковой дивизии, 4 зенитные артиллерийские батареи.
В оперативное подчинение флотилии были переданы штурмовой авиаполк (20 Р-10, 12 Ил-2), эскадрилья штурмового полка (7 Ил-2), эскадрилья морской разведывательной авиации (5 МБР-2).
Состав флотилии в ходе боевых действий периодически менялся.
Во время боев в Приазовье корабли флотилии вели различную боевую деятельность: участвовали в морских боях, действовали на коммуникациях противника, высаживали тактические десанты в Азовском море (Десант у косы Вербяной, Таганрогский десант, Мариупольский десант, Десант у Осипенко), всего было высажено 7 тактических и 1 разведывательный десант. Верховный Главнокомандующий в своем приказе от 10 сентября 1943 года особо отметил действия моряков контр-адмирала Горшкова при взятии Мариуполя. А в приказе Верховного Главнокомандующего от 9 октября 1943 года, в связи с освобождением Таманского полуострова, были отмечены успешные действия десантов флотилии в Темрюкском десанте.
Также корабли флотилии выполняли набеговые операции на немецкие объекты на побережье (например, в ночь с 4 на 5 июня 1943 года был атакован порт Темрюк) и вели борьбу с легкими силами немецкого флота на Азовском море (например, в ночь на 29 июня 1943 года отряд из двух советских бронекатеров за время дозора трижды вступал в бой с кораблями противника, потопив 2 катера и повредив быстроходную десантную баржу.
Во время Керченско-Эльтигенской десантной операции корабли флотилии высадили десант 56-й армии северо-восточнее Керчи; в январе 1944 года — были высажены 3 тактических десанта на побережье Крыма (десант на мыс Тархан, десант в Керченском порту). С ноября 1943 по апрель 1944 года флотилия выполняла задачи по снабжению войск Отдельной Приморской армии на Керченском плацдарме, осуществляя ежедневные перевозки под огнём врага через Керченский пролив. Во время Крымской наступательной операции флотилия содействовала продвижению Отдельной Приморской армии и последующей переброске её тылов в Крым. При этом было высажено несколько тактических десантов во фланг противника.
В апреле 1944 года на основе Азовской военной флотилии создана Дунайская военная флотилия.

#### Командующие флотилией
- контр-адмирал Горшков С. Г. (февраль 1943 − январь 1944, февраль 1944 − апрель 1944);
- контр-адмирал Холостяков Г. Н. (январь − февраль 1944, врио).

#### Военный комиссар флотилии
- капитан 1 ранга Матушкин А. А. (январь − апрель 1944 г.)

#### Начальник штаба флотилии
- капитан 2 ранга, капитан 1 ранга Свердлов А. В. (февраль 1943 − апрель 1944)

### Участие в операциях
- Керченско-Феодосийская десантная операция 1941—1942 гг.
- последовавшая после провала Керченско-Феодосийской десантной операции эвакуации войск Крымского фронта
- оборона Новороссийска 1942 г.
- Темрюкский десант
- Керченско-Эльтигенская десантная операция 1943 г.
- освобождение Крыма 1944 г.